# رنج و سرمستی
رنج و سرمستی (به انگلیسی: The Agony and the Ecstasy) رمانی است از ایروینگ استون، نویسندهٔ اهل ایالات متحده آمریکا، که زندگی میکل‌آنژ، پیکرتراش نابغهٔ دورهٔ رنسانس را حکایت می‌کند.
رنج و سرمستی به‌دست پرویز داریوش به فارسی برگردانده شده و چاپ اول آن در اردیبهشت‌ماه ۱۳۴۳ و چاپ دوم در اسفندماه ۱۳۴۴ توسط انتشارات امیرکبیر منشر شده‌است.